# De vliegen van Masakin
De vliegen van Masakin is een  stripverhaal uit de reeks van Jerom.

## Locaties
Dit verhaal speelt zich af op de volgende locaties:
- Morotari-burcht, dorpen in het Noeba-gebergte

## Personages
In dit verhaal spelen de volgende personages mee:
- Jerom, tante Sidonia, professor Barabas,president Arthur, leden van Morotari, Nida en andere Nuba, professor Rosario

## Het verhaal

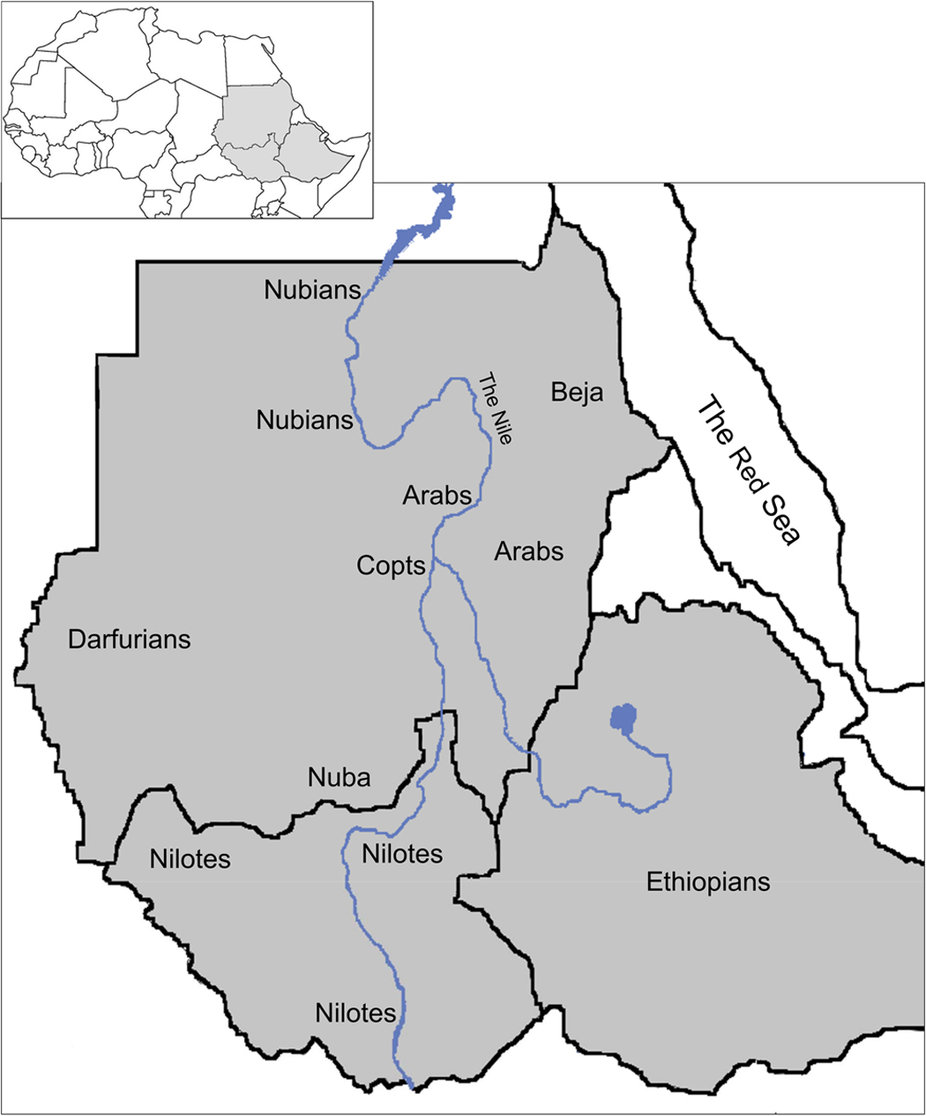

President Arthur vertelt dat de Raad besloten heeft om alle geleerden in ontwikkelingslanden te helpen. Professor Rosario is in Soedan bij de Nuba en heeft medicijnen nodig. Jerom vertrekt meteen met de atoommotor, maar deze wordt door de Nuba gestolen en in een pan gestopt. De Nuba dagen Jerom uit voor een partij in vechtsport (Noeba) om zijn atoommotor terug te krijgen. Jerom wint en hoort dat professor Rosario de Nuba opdracht gaf om Jerom tegen te houden. Ze vertellen waar het laboratorium van de professor is en Jerom zoekt Rosario op. Rosario vertelt dat hij een afweermiddel voor muggen wilde ontwerpen en de muggen besmette met ziektekiemen. Enkele muggen ontsnapten en besmetten kinderen, waardoor ze blind werden en alle Nuba zijn in gevaar. De professor schaamt zich enorm.
Jerom wil de professor helpen en zal de muggen bestrijden, terwijl Rosario werkt aan een geneesmiddel. Het lukt Jerom niet om de muggen te verslaan en de professor vraagt hem dan om kruiden te plukken die nodig zijn om de kinderen te genezen. Het meisje Nida wijst de kruiden, maar de muggen leggen ook een eitje in haar linkeroog en al snel verliest ze het zicht. Jerom vindt het vreselijk dat hij niet van de kleine muggen kan winnen en besluit professor Barabas om hulp te vragen. Professor Barabas stuurt met behulp van een raket een machine waarmee Jerom zichzelf kan verkleinen. Ook de atoommotor wordt verklein en Jerom gaat de strijd aan met de muggen. 
Nu Jerom hetzelfde formaat heeft als de vliegen lukt het om ze te verslaan. Professor Rosario zet Jerom voor de machine, waardoor hij zijn normale formaat terug krijgt. Er is ook een geneesmiddel gemaakt door de professor. Binnen enkele dagen zal elk kind zijn zicht terug krijgen. Jerom helpt nog met de verzorging en keert dan terug naar de Morotari-burcht.